# Setar (biblische Person)
Setar: /ˈzeːtar/, war ein Hofbeamter und Haremsdiener des persischen Großkönigs Xerxes I. (Ahasveros). Er holte auf dessen Befehl Königin Waschti herbei (Est 1,10).

## Namensvarianten
Hebräisch: זֵתַר (Neuhebräisch: Zetar, tiberisches System: Zēṯar); Elberfelder Bibel (1985), Gute Nachricht Bibel, Hoffnung für alle (1996), Lutherbibel (1984) und Schlachter-Bibel (1951; 2000): Setar; Elberfelder Bibel (1871; 1905), Lutherbibel (1554; 1912) und Neue-Welt-Übersetzung: Sethar; Grünewalder Bibel: Zetar.